# Ivanjska (Bosanska Krupa)
Ivanjska szerb falu Bosznia-Hercegovinában, a Bosznia-hercegovinai Föderáció Una-Szanai kantonjában, Bosanska Krupa községben.

## Fekvése
Bosznia-Hercegovina északnyugati részén, Bihácstól légvonalban 36, közúton 57 km-re északkeletre, Bosanska Krupa központjától légvonalban 15, közúton 21 km-re északkeletre, az Una völgyétől északra levő dombos, erdős, patakvölgyek által szabdalt területen fekszik. Főbb patakjai a Glodina, az Ivanjska, a Vranješevac, a Paunovac, a Kosanjac, a Gvozdenovac, a Krmulin, az Orlovac, a Jelinovac és a Grabov Potok, melyek az Unába ömlenek. A házak részben az Una közelében, a folyó mellett, és az enyhén lejtős dombok tetején vannak, kis részben a szűk patakvölgyekben találhatók. A falu szeres jellegű, házcsoportokra oszlik. Glodina és Ivanjska oveća településrészeken vannak olyan házcsoportok is, amelyek megközelítik az útmenti település típusát. A falunak hat része van: Alukić Brdo, Glodina, Gvozdenovac, Krmulina, Mujagić Brdo és Otave.

## Népessége
| Nemzetiségi csoport | Népesség 1991 | Népesség 2013 |
| ------------------- | ------------- | ------------- |
| Szerb               | 614           | 291           |
| Bosnyák             | 0             | 0             |
| Horvát              | 1             | 0             |
| Jugoszláv           | 13            | 1             |
| Egyéb               | 5             | 17            |
| Összesen            | 633           | 309           |

## Története
A régészeti leletek tanúsága szerint ez a vidék már ősidők óta akott hely volt. Területén véletlenszerűen újkőkori (kőbalta és kőkalapács töredékét) és a kora bronzkori leleteket is találtak. A település ama régi római út mentén fekszik, amely az Adriai-tengert a Dunával összekötve Salonától Sisciáig haladt. Környékén több helyen is megtalálhatók az ősi épületek romjai. Az ivanjskai Rajinovača-hegy lábánál római katonák sírjait tárták fel. A sírokban emberi csontok mellett római pénzt, szablyát és egyéb római kori tárgyakat is találtak. A római temető legnagyobb része sajnálatos módon a homokbányászat miatt megsemmisült.
Ivanjska közelében található egy „Kloštar” nevű rom, amely a régi otoki ferences kolostor maradványa. Az említett kolostor igen tekintélyes volt, és az egyik legnagyobb a horvátországi Cetinje körzetében található 29 kolostor közül. Otokon 1532-ben, 1533-ban és 1559-ben is tartottak ferences rendi gyűléseket. Az 1562-ben a szamobori Szent Lénárd-kolostorban tartott nagygyűlésen választották meg Otoki Ferenc testvért a ferences rendtartomány főnökévé. A középkori kolostor valószínűleg a török hódítás során, 1575 és 1578 között pusztult el. Ekkor sokan vándoroltak ki az északi horvát vidékekre. A törökök a lepusztult területre Limből és Ibarból telepítettek be szerb családokat. A 18. században újabb népességnövekedés következett be a szomszédos Otok területén, így a lakosság Ljusina és Ivanjska irányába terjeszkedett. Az 1788-1792 közötti osztrák-orosz-török háború idején a falunak egy sötét korszaka következett, mely során a falu teljesen kihalt. A pánikba esett lakosság az Orlovača-hegyen keresett menedéket. A szvistovói béke után a lakosság visszatért. Az 1871-től 1878-ig tartó időszakban újra kisebb számú ortodox népesség vándorolt be Otok tágabb területére. A mai nép többsége a közeli szerb falvakhoz hasonlóan a 19. században érkezett Likából és Dalmáciából. Az osztrák-magyar uralom idején Ivanjska is Otok község területéhez tartozott. 1958-ban Otok község többi településével együtt Bosanska Krupa községhez csatolták. A boszniai háború során a lakosság nagy része elmenekült, melynek következtében a népesség kevesebb, mint a felére csökkent.

## Nevezetességei
Középkori kolostor maradványai a Kloštar nevű helyen.